# Avispa Fukuoka
Avispa Fukuoka (jap. アビスパ福岡) – japoński klub piłkarski z siedzibą w Fukuoce, obecnie grający w J2 League.

## Miejsca
- 1996 – 15 (J1)
- 1997 – 17 (J1)
- 1998 – 18 (J1)
- 1999 – 14 (J1)
- 2000 – 12 (J1)
- 2001 – 15 (J1) (spadek)
- 2002 – 8 (J2)
- 2003 – 4 (J2)
- 2004 – 3 (J2)
- 2005 – 2 (J2) (awans)
- 2006 – 16 (J1) (spadek)
- 2007 – 7 (J2)
- 2008 – 8 (J2)
- 2009 – 11 (J2)
- 2010 – 3 (J2) (awans)
- 2011 – 17 (J1)